# 横浜市営バス若葉台営業所
横浜市営バス若葉台営業所（よこはましえいバスわかばだいえいぎょうしょ）は、神奈川県横浜市旭区若葉台に所在する横浜市交通局自動車部の路線バス営業所。横浜若葉台団地内に旭区若葉台・緑区霧が丘の区境を跨ぐ形で2つの車庫を有しており、事務棟が設置されている車庫は旭区若葉台に所在する。最寄りバス停留所は若葉台車庫前。
横浜市営バスの路線のうち、横浜若葉台団地と鉄道駅を結ぶ各路線と、青葉区・都筑区内の一部の路線運行を担当している。

## 沿革
- 1980年（昭和55年）2月17日：保土ケ谷営業所の派出所として開設。
- 1982年（昭和57年）10月16日：118系統の青葉台駅 - 奈良北団地線運行開始。
- 1983年（昭和58年）5月30日：116系統運行開始。
- 1987年（昭和62年）6月1日：350系統運行開始。
- 1989年（平成元年）12月18日：360系統運行開始。
- 1990年（平成2年）
  - 6月11日：営業所に昇格。保土ケ谷営業所から独立。
  - 12月3日：123系統運行開始。
- 1991年（平成3年）
  - 2月1日：120系統の奈良町 - 奈良北団地折返場間を延伸。
  - 6月18日：150系統運行開始。
- 1993年（平成5年）4月7日：6系統廃止。
- 1994年（平成6年）12月29日：150系統廃止。
- 1995年（平成7年）
  - 1月30日：120系統廃止。
  - 10月16日：55系統運行開始。
- 1996年（平成8年）11月11日：211系統運行開始。
- 2001年（平成13年）7月15日：23系統の十日市場駅前 - 神前橋 - 青葉台駅線を廃止。
- 2002年（平成14年）8月1日：40系統運行開始。
- 2004年（平成16年）12月27日：211系統を保土ケ谷営業所へ移管。
- 2006年（平成18年）3月18日：123系統廃止。55系統のヴィンテージ前 - 旭中央病院間を廃止し、若葉台中央まで路線延伸。
- 2007年（平成19年）
  - 3月15日：緑営業所から23・65系統を移管する。
  - 3月16日：118系統全路線を東急バスへ移譲。
  - 12月1日：116系統から撤退、同系統は相模鉄道と神奈川中央交通の2社共同運行に。
- 2008年（平成20年）
  - 1月20日：所轄バス全車にPASMO導入。
  - 2月9日：緑営業所から73・74・80・90系統を移管する。136系統を緑営業所へ移管。
  - 2月12日：5系統、115系統から撤退。これに従い、港南営業所と共に横浜駅発着路線がない営業所に。
- 2009年（平成21年）12月14日：ふれあいバス(272系統)運行開始。
- 2010年（平成22年）5月17日：321系統(65系統の急行運転)運行開始。
- 2011年（平成23年）4月11日：345系統(55系統の急行運転)運行開始。
- 2013年（平成25年）
  - 3月30日：ふれあいバス(272系統)ダイヤ改正。中山側を分割し緑営業所へ移管。
  - 7月16日：321系統経路変更。新たに地区公園へ停車。
- 2014年（平成26年）11月1日：73・80系統を緑営業所に移管。
- 2019年（平成31年）3月16日：ふれあいバス（272系統）を十日市場駅前発着と中山駅前発着に分割、中山側で205系統新設。
- 2021年（令和3年）
  - 3月31日 : 23系統中山駅前 - 十日市場駅前 - 長津田駅前 - 田奈駅 - 奈良北団地折返場線、321系統（65系統の急行運転）を廃止。
  - 4月1日 : 98系統、177系統運行開始。
  - 10月1日 : 345系統Aが片方向運転に変更。
- 2023年（令和5年）6月30日 : 40系統から撤退し、神奈川中央交通の単独運行に[1]。
- 2024年（令和6年）
  - 4月1日 - 深夜バスを廃止[2]。
  - 10月1日 - 乗務員不足のため一部にてダイヤ改正を実施[3]。

## 所管系統

### 23系統
| No. | 運行区間                                                                |
| --- | ----------------------------------------------------------------------- |
| 23M | 青葉台駅 - 十日市場駅前 - 郵便局前 - 若葉台車庫前 - 若葉台中央          |
| 23N | 十日市場駅前 - 郵便局前 - 若葉台車庫前 - 若葉台中央                     |
| 23L | 中山駅前 - 新治町 - 十日市場駅前 - 郵便局前 - 若葉台車庫前 - 若葉台中央 |
| 23S | 青葉台駅 - 十日市場駅前 - 新治町 - 杉沢 - 三保中央                      |

- 1950年10月1日： 中山駅 - 長津田駅 - 奈良町運行便(A)を開設
- 1959年以前： 一時期、元石川 - （当時の33系統と同経路） - 中山駅 - 長津田駅 - 奈良町間の運行になる
- 1961年5月1日： 中山駅 - 長津田駅運行便（現98系統）を新設。十日市場団地運行便も設定
- 1964年12月16日： 片方向一本のみの運行となっていた田奈中学校前経由便を廃止
- 1972年頃： 奈良町発着便を奈良北団地へ延伸
- 1976年4月6日： 中山駅 - 十日市場 - 霧が丘高校運行便を新設
- 1979年4月1日： 十日市場駅開業に伴い中山駅 - 十日市場団地運行便を廃止。既存便を十日市場駅経由に変更
- 1980年2月18日： 若葉台派出所の開設に伴い霧が丘高校発着便を若葉台車庫へ延伸。十日市場駅 - 若葉台車庫運行便を新設
- 1981年6月17日： 十日市場駅 - 田奈駅 - 奈良北団地運行便（現177系統）を新設
- 1981年9月1日： 65系統との同経路運行から郵便局前経由に変更
- 1981年頃： 十日市場駅 - 若葉台車庫運行便を青葉台駅･若葉台中央へ延伸、青葉台駅 - 桂台 - 神前橋 - 中恩田橋 - 田奈駅 - 稲荷前 - 十日市場駅運行便(O)を新設
- 1990年12月3日： 123系統長津田駅 - 上の原 - 十日市場 - 郵便局前 - 若葉台中央線を新設
- 1993年3月18日： 青葉台駅 - 三保中央 - 中山駅運行便(R)、青葉台駅 - 三保中央運行便(S)を新設
- 1993年7月21日： 奈良北団地発着便を奈良北団地折返場へ延伸
- 1995年1月30日： 中山駅 - 長津田駅 - 奈良北団地折返場(A)の運行を休止
- 1995年5月22日： 中山駅 - 長津田駅 - 奈良北団地折返場(A)の運行を再開
- 2001年1月10日： 三保地区道路拡幅工事完成に伴い榎下城址裏付近を新道経由化
- 2001年7月16日： 青葉台駅 - 桂台 - 神前橋 - 中恩田橋 - 田奈駅 - 稲荷前 - 十日市場駅運行便(O)を廃止
- 2003年5月19日： 泣坂道路改良完成に伴い石橋 - グリーンハイツ間を新道経由化
- 2006年3月18日： 123系統長津田駅前 - 上の原 - 十日市場 - 郵便局前 - 若葉台中央線を廃止
- 2007年3月15日： 青葉台駅 - 三保中央 - 中山駅運行便(R)を廃止
- 2010年6月28日： 中山駅前方面から乗車の場合に十日市場・十日市場駅前で65系統若葉台中央方面への乗り継ぎが無料となる乗り継ぎ運賃制度を設定
- 詳細時期不明：  青葉台駅 - 十日市場駅 - 若葉台車庫運行便(P)・十日市場駅 - 若葉台車庫運行便(N)を廃止
- 2021年4月1日：  中山駅 - 長津田駅 - 奈良北団地折返場運行便(A)を廃止。一部運行便の系統番号変更も行われ、中山駅 - 十日市場駅 - 長津田駅運行便(C)・中山駅 - 十日市場駅運行便(E)は98系統に、十日市場駅 - 田奈駅 - 奈良北団地折返場運行便(H)は177系統となった。2010年6月から実施していた前述の乗り継ぎ割引を廃止。
- 2024年3月24日：共通定期券の取り扱いを終了。

当営業所の代表系統であり複雑な運行形態を持ち、どの運行便も十日市場駅を経由するか起終点としている。
現在の主幹路線である青葉台駅 - 若葉台中央線(M)は若葉台・霧が丘の大規模団地と十日市場駅・東急田園都市線青葉台駅との間を結ぶ団地輸送路線である。沿線に学校施設が多数所在し通学輸送も担っているため、利用数･運行便数共に非常に多い。M運行便は東急バス青23系統との共同運行、十日市場駅折返し便(N)は神奈中バスとの共同運行であり、3社局共通定期券の設定があるが2024年3月23日をもって終了となった。神奈中バスのみは若葉台中央から更に相鉄線三ツ境駅・鶴ヶ峰駅まで足を延ばす境21・峰02系統も運行している。共同運行の3社局中では市営バスの運行便数が最も多いが、深夜バス運行は東急バスが担当していた（2020年4月から運休、2023年10月廃止）。市営バスは別経路で青葉台駅 - 若葉台中央間を運行する65系統の深夜バスを担当している。
若葉台中央から十日市場駅前を経由し中山駅前まで運行する便(L)も数便あるが、これは霧が丘地区から緑区役所へのアクセス対策として運行されているものと考えられる。
青葉台 - 三保線(S)は1990年代に開発された三保地区内へ乗入れる路線である。新設当初から運行便数は多くはなく、2007年には青葉台 - 三保中央 - 中山駅間の直通運行が廃止・短縮され三保中央折返便のみとされた。三保地区と中山駅間の運行は現在神奈中バス中54系統が担っている。
十日市場駅が開業する以前は十日市場団地内に乗入れる運行をしており、中山駅 - 十日市場団地中央の区間便も存在していたが、十日市場駅開業と前後してこれらは廃止、霧が丘方面へ運行する便が新設された。この当初の23系統は中山谷 - 霧が丘高校間を65系統と同経路で運行していたが、霧が丘地区の造成が進むと23系統全便が郵便局前経由で運行されるようになり、23系統は霧が丘東部・車庫前経由で若葉台中央へ向う路線、65系統は霧が丘西部・若葉台南東部を廻り若葉台中央へ向う路線という、現在まで続く経路分担がなされた。また一時期は青葉台駅 - 桂台 - 神前橋 - 中恩田橋 - 田奈駅 - 稲荷前 - 十日市場駅を運行する一日数便の通学対策路線や、若葉台を出ると青葉台方面に向わずに長津田駅へ運行する123系統（若葉台中央 - 郵便局前 - 十日市場 - 上の原 - 長津田駅）が存在した。
2021年4月1日には中山駅 - 長津田駅 - 奈良北団地折返場運行便(A)を廃止したほか、中山駅 - 十日市場駅 - 長津田駅間を98系統、十日市場駅 - 奈良北団地折返場間を177系統へ系統番号をそれぞれ変更し、国道246号上の市営バス片町停留所を廃止した。また、中山駅 - 十日市場・十日市場駅間の便から65系統若葉台中央方面便への乗り継ぎ運賃制度も利用状況が少なかったことから、2021年3月31日の運行をもって廃止した。

### 55・345系統
| No.  | 運行区間                                                                            |
| ---- | ----------------------------------------------------------------------------------- |
| 55E  | 青葉台駅 - 十日市場駅前 - 中丸入口 - 北部斎場入口 - ヴィンテージ前 - 若葉台中央     |
| 55F  | 十日市場駅前 → 中丸入口 → 北部斎場入口 → ヴィンテージ前 → 若葉台中央                |
| 55A  | ヴィンテージ前 → 北部斎場入口 → 中丸入口 → 十日市場駅前 → 青葉台駅                  |
| 55C  | ヴィンテージ前 → 北部斎場入口 → 中丸入口 → 十日市場駅前                             |
| 345A | 青葉台駅 → 十日市場駅前 → 霧が丘西 → 星槎高校前 → 若葉台中央 （記載停留所のみ停車） |
| 345B | 十日市場駅前 - 霧が丘西 - 星槎高校前 - 若葉台中央 （記載停留所のみ停車）            |

- 1995年10月16日： 開設。若葉台方面行は旭中央病院着、青葉台方面行はヴィンテージ前発の運行。
- 2006年3月18日： 若葉台中央に起終点を変更。これに伴い旭中央病院停留所は廃止。
- 時期未定：横浜市立若葉台西中学校廃校のため、西中学校前バス停を『大貫谷公園』に改名
- 2011年4月11日： 急行系統である345系統を開設。
- 2015年4月1日：大貫谷公園バス停を『星槎中学高校前』に改名[6]
- 2019年3月16日:星槎中学校再移転に伴い、新たに霧が丘西へ停車。
- 2021年10月01日：ダイヤ改正により青葉台駅行の345系統Aが廃止
- 2022年4月1日:　星槎中学高校前バス停を『星槎高校前』に改名[7]

55系統は青葉台駅 - 十日市場駅前 - 若葉台中央間を若葉台地区の西側を廻って運行する路線である。当系統の単独区間である霧ヶ谷 - 長津田南間では開発途上の緑が多く残る地区を運行する。路線名称は若葉台西線であるが旅客案内には殆ど使用されない。十日市場駅前折返し便は朝夕のみの運行される。開設当初は青葉台駅 - 旭中央病院着･ヴィンテージ前発の運行であったが、住民の要望により朝時間帯運行便を除き若葉台中央発着へ変更され、旭中央病院停留所は廃止された。なお、朝ラッシュ時間帯の青葉台駅方面便は現在もヴィンテージ前発とされている。
345系統は星槎中学校・高等学校の移転に伴う登下校対策のために開設された55系統の急行運行系統である。平日朝夕の通学時間帯に運行される。

### 65系統
| No. | 運行区間                                                                                     |
| --- | -------------------------------------------------------------------------------------------- |
| 65A | 青葉台駅 - 十日市場駅前 - 中丸入口 - 霧が丘公園前 - 若葉台近隣公園前 - 保育園前 - 若葉台中央 |
| 65B | 十日市場駅前 - 中丸入口 - 霧が丘公園前 - 若葉台近隣公園前 - 保育園前 - 若葉台中央            |
| 65F | 青葉台駅 - 十日市場駅前 - 中丸入口 - 霧が丘公園前 - 若葉台近隣公園前 - 地区公園 - 若葉台中央 |
| 65G | 十日市場駅前 - 中丸入口 - 霧が丘公園前 - 若葉台近隣公園前 - 地区公園 - 若葉台中央            |

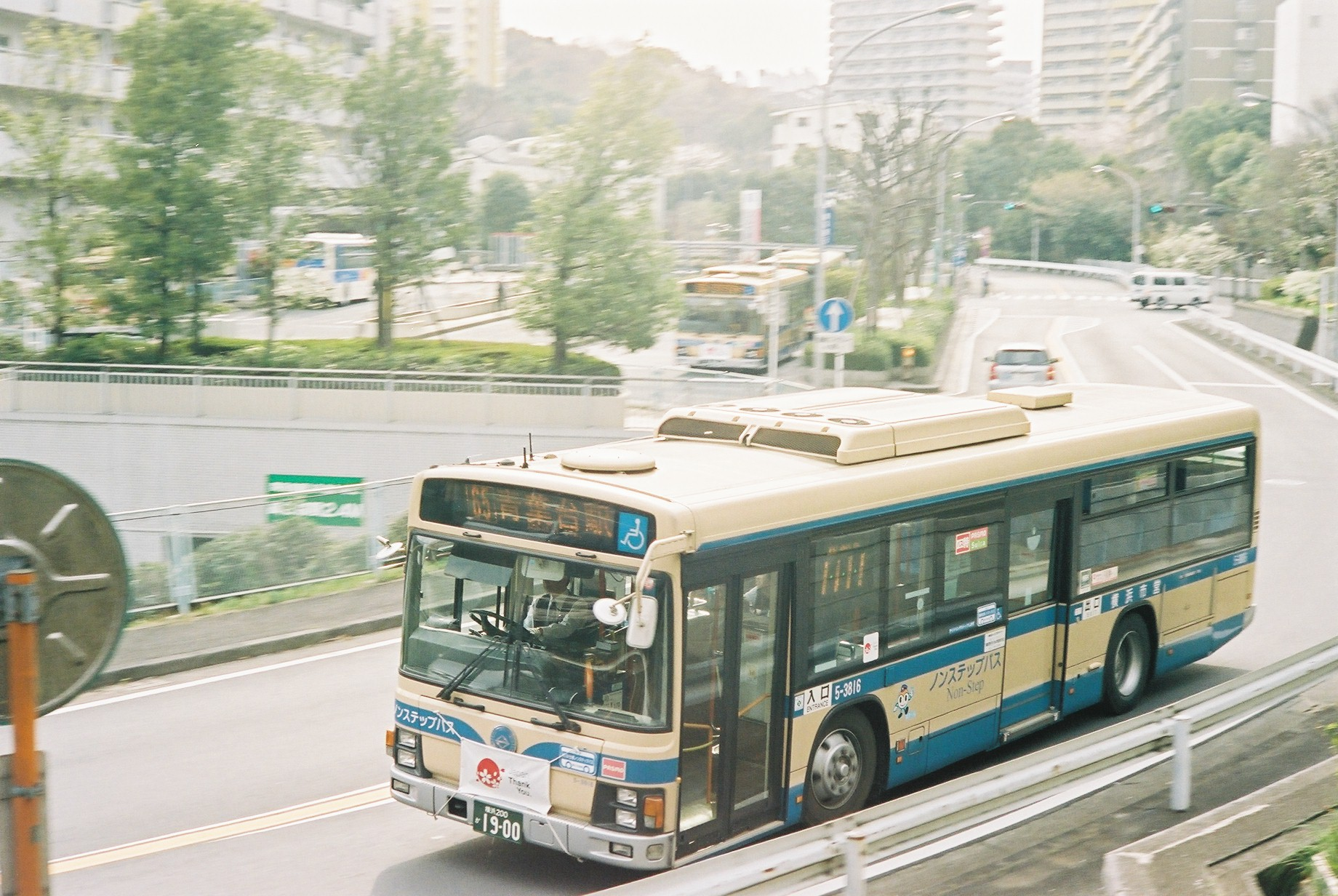
若葉台中央バスターミナルを出発する65系統、2012年4月10日撮影

- 1979年4月1日： 65系統十日市場駅前 - 霧が丘高校 - 若葉台折返場を開設。
  - 当初は霧が丘公園前を経由せず、環状4号線から現在の霧が丘西側交差点を経由して団地内に乗り入れした。若葉台折返場は近隣公園付近に存在した。
- 1979年9月1日： 霧が丘公園前経由に変更
- 1981年9月1日： 青葉台駅 - （この間急行） - 青葉台営業所前 - 十日市場駅間を延長。中山駅 - 十日市場駅 - 霧が丘高校 - 若葉台車庫運行便を新設
- 詳細時期不明： 青葉台駅 - （この間急行） - 青葉台営業所前 - 十日市場駅間の急行運転を終了
- 1982年11月17日： 東中学校（現：若葉台中学校） - 保育園前 - 若葉台中央間を延長。若葉台折返場は廃止
- 1987年6月1日： 350系統深夜バス青葉台駅 - 若葉台中央を新設
- 1989年10月16日： 地区公園経由便を新設。保育園前・地区公園を経由しない出入庫便の青葉台駅 - 十日市場駅 - 若葉台車庫運行便を新設
  - 当時は保土ヶ谷営業所・若葉台派出所・緑営業所・川和派出所の4所による運行であったが、現在は若葉台営業所のみの所管となっている。
- 2007年3月15日： 中山駅 - 十日市場駅 - 霧が丘公園前 - 若葉台車庫運行便を廃止
- 時期未定：若葉台の学校統廃合で横浜市立若葉台東中学校が横浜市立若葉台中学校になったので、東中学校前バス停を『若葉台中学校前』に改名
- 2010年5月17日： 321系統急行若葉台中央→青葉台駅を新設。350系統深夜バスを保育園前経由から地区公園経由に変更
- 2010年6月28日： 十日市場駅・十日市場での23系統中山駅方面への乗り継ぎが無料となる乗り継ぎ運賃制度を設定
- 2013年7月16日： 321系統急行が経路変更。新たに地区公園へ停車。
- 時期未定：65系統A･B(保育園前経由)の若葉台中央行の若葉台南バス停を『消防出張所前』に改名
- 2015年1月5日： 350系統深夜バス青葉台駅 − 若葉台中央線を試験運行として大貫谷公園(現：星槎中学高校前)まで延伸。
- 2015年6月1日： 350系統深夜バス青葉台駅 - 若葉台中央 - 星槎中学高校前線を正式に運行開始
- 2021年4月1日 : 321系統急行若葉台中央→青葉台駅を廃止
  - 十日市場駅・十日市場での23系統中山駅方面への乗り継ぎが無料となる乗り継ぎ運賃制度を廃止
- 2024年4月1日 : 350系統深夜バスを廃止

東急田園都市線青葉台駅・JR横浜線十日市場駅と若葉台･霧が丘の大規模団地の間を、23系統よりも団地の外側を巡回する経路で結ぶ団地輸送路線である。保育園前経由と地区公園経由があり、それぞれ団地の東側・南側から若葉台中央のターミナルへと入る。若葉台車庫発着便は2021年3月31日をもって廃止した。350系統は65系統の深夜バスであるが、新型コロナウイルス対策のため、運休していたが、2024年4月1日に廃止された。うち青葉台駅発の平日最初の便は若葉台中央から先、55系統の経路で星槎中学高校前まで運行する。
2021年4月1日に若葉台中央→地区公園→（急行）→若葉台近隣公園前→霧が丘公園前→中丸入口→（急行）→えのき橋→青葉台駅(321系統B)を廃止した。
また、若葉台方面から十日市場・十日市場駅前にて23系統の中山駅方面に乗り継ぐ際に2回目の運賃が無料となる乗り継ぎ運賃制度を設けていたが、利用状況が少ないことから2021年3月31日の運行をもって廃止した。（横浜市営バス#乗継運賃制度（廃止）を参照）

### 74系統
| No. | 運行区間                                                              |
| --- | --------------------------------------------------------------------- |
| 74A | 中山駅北口 → 谷津田原第一住宅入口 → 谷津田原第二住宅入口 → 中山駅北口 |

- 1964年4月18日： 中山駅前 - 谷津田原循環線として開設。所管は西営業所中山出張所で、運行回数は平日24回・休日22回であった
- 1983年3月24日： 中山駅北口発着に変更
- 1991年6月28日： 港北ニュータウン営業所開設に伴い緑営業所から同営業所へ移管
- 2007年4月1日： 港北ニュータウン営業所廃止に伴い同営業所から緑営業所へ移管
- 2008年2月9日： 緑営業所から若葉台営業所へ移管
- 2009年6月1日： 330系統雨の日臨時便中山駅北口 → 谷津田原循環を新設
- 2012年7月20日： 330系統雨の日臨時便中山駅北口 → 谷津田原循環を廃止

谷津田原循環と称される、中山駅と丘の上にある谷津田原住宅を結ぶ短距離の循環路線である。一時期は中型車が充当されていたが近年は大型車が使用されている。
2009年6月1日～2012年7月20日にかけて雨の日臨時便が運行されており、旅客案内上は74系統であり同一区間の運行でありながら書類上では330系統という別番号が付与されていた。詳細については横浜市営バス#雨の日臨時便の項を参照されたい。

### 90系統
| No. | 運行区間                                              |
| --- | ----------------------------------------------------- |
| 90A | 青葉台駅 - 青葉台営業所前 - 山谷みどり台 - 中山駅北口 |

- 1966年4月1日： 中山駅前 - 青砥 - 下台（現：青葉台営業所） - 青葉台駅を開設。所管は保土ヶ谷営業所港北出張所（後の緑営業所）で、運行回数は12.5回であった
- 1983年3月24日： 中山駅北口発着に変更（青砥交差点経由）
- 1983年秋頃：中山大橋経由に変更
- 1991年6月28日： 港北ニュータウン営業所開設に伴い緑営業所から同営業所へ移管
- 2007年4月1日： 港北ニュータウン営業所廃止に伴い同営業所から緑営業所へ移管
- 2008年2月9日： 緑営業所から若葉台営業所へ移管
- 2024年3月24日：共通定期券の取り扱いを終了
- 2025年3月28日：神奈中バスのみ廃止

JR横浜線中山駅と東急田園都市線青葉台駅間を結ぶ路線である。東急バス（青90）と神奈川中央交通東（90）との共同運行であり、3社局共通定期券の設定があったが、2024年3月23日をもって終了した。現在は横浜市営バスと東急バスでほぼ半々の運行本数を担当しており、神奈中担当の町71系統（中山駅北口 - 青葉台駅 - 町田バスセンター・ターミナル）は午前中に極僅かな本数を免許維持的に運行していたが、元来は神奈中が原町田 - 中山のバスを運行していた区間に、東急田園都市線長津田延伸・青葉台駅新設を機に横浜市営バス・東急バスが路線新設する形で共同運行を開始したものである。その後神奈中担当便の大多数が町田 - 青葉台のみの運行（町73）となり、神奈中は2016年3月18日付で町71を廃止、代替路線として90系統に系統変更され、中山駅北口 - 青葉台駅間で運行されていた。しかし、2025年3月28日をもって神奈中は撤退した。

### 98系統
| No. | 運行区間                                                                             |
| --- | ------------------------------------------------------------------------------------ |
| 98A | 中山駅前 - 緑警察署前 - 新治町 - 十日市場駅前 - グリーンハイツ前 - 上の原 - 長津田駅 |
| 98B | 中山駅前 - 緑警察署前 - 新治町 - 十日市場駅前                                        |

- 2021年4月1日：23系統から系統番号を変更されて新設。

中山駅と長津田駅を十日市場駅経由で結ぶ路線である。

### 124系統
| No.  | 運行区間                                                                                                  |
| ---- | --- |
| 124K | センター南駅 → 都筑ふれあいの丘駅 → 川和台 → 石橋 → ららぽーと横浜西 → 鴨池大橋 → 上菅田町 → 笹山団地中央 |
| 124K | 笹山団地 → 上菅田町 → 鴨池大橋 → ららぽーと横浜西 → 石橋 → 川和台 → 都筑ふれあいの丘駅 → センター南駅     |

笹山団地中央からセンター南駅を結ぶ系統である。2023年4月3日のダイヤ改正で緑営業所より笹山団地発着の一部が移管され共管路線となった。

### 177系統
| No.  | 運行区間                                                                    |
| ---- | --------------------------------------------------------------------------- |
| 177A | 十日市場駅前 - 稲荷前 - 田奈駅 - 中恩田 - こどもの国入口 - 奈良北団地折返場 |

- 2021年4月1日：23系統から系統番号を変更されて新設。

十日市場駅や田奈駅と横浜市最北西部である奈良地区を結ぶ路線である。
かつての23系統時代は1時間あたり3便程度の運行頻度であったが、青葉台駅から奈良地区へ向かう路線の増便や東急こどもの国線の通勤線化がなされる都度減便されており、現在田奈駅 - 奈良北団地間の運行便数は終日一時間あたり1便程度である。
現在では横浜市営バスの中で最も東京都町田市に近い地域を走る路線であり、末端部の神前橋 - こどもの国入口 - 奈良北団地間では小田急バス新百合ヶ丘営業所の鶴川駅発着路線が並行する。

### 305・306系統
| No.  | 運行区間                                                           |
| ---- | ------------------------------------------------------------------ |
| 305A | 市が尾駅 - 泉田向 - 夕やけ橋 - 川和台 - 石橋 - 貝の坂 - 中山駅北口 |
| 305B | 市が尾駅 - 泉田向 - 夕やけ橋 - 川和台 - 石橋                       |
| 306H | 市が尾駅 - 泉田向 - 大丸 - 都筑ふれあいの丘駅 - センター南駅       |

- 2021年10月1日：緑営業所と若葉台営業所の共管路線に変更
- 2024年3月24日：共通定期券の取り扱いを終了

305系統、306系統共に、緑営業所と共管系統である。305系統は港北ニュータウン南部と市が尾駅、中山駅北口を結ぶ路線である。メインは市が尾駅 - 中山駅北口の通し運行で、日中毎時2本の運行。それに加えて早朝深夜帯に市が尾駅 - 石橋間の折返便がある。この区間は深夜バス（372系統）が運行されているが、全便緑営業所の運行となっている。貝の坂 - 中山駅北口間は東急バス市43系統との共通定期券の設定があったが、2024年3月23日をもって終了した。
306系統は市が尾駅と港北ニュータウンの拠点駅であるセンター南駅を結ぶ路線である。毎時2本で運行しており、全便グリーンライン都筑ふれあいの丘駅に乗り入れる。

### 205系統、272系統（ふれあいバス・緑区十日市場地区）
| No.  | 運行区間                                                                             | 運行区間 |
| ---- | ------------------------------------------------------------------------------------ | -------- |
| 205A | 若葉台中央 - 霧が丘高校前 - 中丸入口 - 集会所前 - ヒルタウン中央 - 新治町 - 中山駅前 |          |
| 272C | 十日市場駅前 → 集会所前 → ヒルタウン中央 → 十日市場駅前                              |          |

- 2009年12月14日： 開設
- 2011年9月5日： 一部経路を変更し、「集会所前」、「中山ガーデン前」、「白山通り」バス停を新設
- 2013年3月30日： 中山駅前を境に2路線へ分割、同時に十日市場地区の本系統は大型車使用に変更
- 2019年3月16日： 十日市場駅前発着と中山駅前発着に分割、205系統新設
- 2021年4月1日 : 集会所前 - 若葉台中央間を延伸した。ただし、中山谷停留所は若葉台中央行のみ停車する。

交通局の地域貢献策として2009年（平成21年）12月に試行が開始されたコミュニティバス的性格を持つ特殊路線である。十日市場駅を出発すると十日市場ヒルタウンや上山地区といった緑区内の既存路線より離れた交通空白地帯を補完する循環経路をとる。曜日に関わらず日中2便のみの運行とされており、当系統専用として転属された小型車が充当されていた。
2013年（平成25年）3月30日にダイヤ改正が行われ、中山駅前を境に2路線へ分割、中山側は緑へと移管された。これにより使用車両が大型車へ変更、それまで使用していた小型車は緑へと転属となった。 
2019年（平成31年）3月16日のダイヤ改正で十日市場駅前 - ヒルタウン中央 - 十日市場駅前 - 新治町 - 中山駅前を十日市場駅前 → 集会所前 → ヒルタウン中央 → 十日市場駅前に変更。中山側は205系統として集会所前 - ヒルタウン中央 - 新治町 - 中山駅前の運行となった。
また、205系統を名乗る路線は過去にも存在しており（東戸塚駅→平和台→権太坂→保土ヶ谷駅東口線）、この系統番号は2代目である。ちなみにかつて共同運行をしていた神奈中205系統は現存しており、新旧両方の205系統の系統番号が共存している状態である。

## 過去に所管した系統

### 5系統
- 5：横浜駅西口 - 浅間町車庫 - 和田町 - 鶴ヶ峰駅 - 今宿 - 大貫橋 - 亀甲山
- 5：横浜駅西口 - 浅間町車庫前 - 和田町 - 鶴ヶ峰駅 - 今宿 - 大貫橋 - 若葉台近隣公園前 - 若葉台中央
- 5：鶴ヶ峰駅 - 今宿 - 都岡辻 - よこはま動物園

2008年2月12日に亀甲山発着便を廃止し、それ以外の便は神奈川中央交通に移譲された。それにより若葉台営業所の横浜駅乗り入れが消滅した。保土ヶ谷営業所が運行している横浜駅西口 - 保土ヶ谷車庫の便は引き続き市営バスが運行していたものの、こちらも2017年7月24日をもって経路変更とともに207系統に名称変更となった。
横浜駅西口→鶴ヶ峰駅→今宿→大貫橋で並走しており、鶴間駅東口まで運行している神奈中・横04系統とは共通定期券を取り扱っていた。
なお、神奈川中央交通中山営業所の鶴ヶ峰駅→今宿間で運行されている路線も同じく5系統を名乗っており、そちらは横浜市営バスに移譲される前から5系統を名乗っていた。

### 6系統
- 6：青葉台駅 - 青葉台営業所前 - 田奈駅 - こどもの国入口 - 奈良北団地折返場

当初は緑営業所が運行していたが、後に当営業所に移管された。1993年に廃止された。2010年4月1日から系統番号は港北営業所の系統として使用されている。

### 23系統
- 23A：中山駅前 - 新治町 - 十日市場駅前 - 上の原 - 長津田駅前 - 片町 - 田奈駅 - 中恩田橋 - こどもの国入口 - 奈良北団地折返場

2021年4月1日に廃止された。
- 23C：中山駅前 - 新治町 - 十日市場駅前 - 上の原 - 長津田駅前
- 23E：中山駅前 - 新治町 - 十日市場駅前

2021年4月1日に98系統 (A･B) に変更された。
- 23H：十日市場駅前 - 稲荷前 - 田奈駅 - 中恩田橋 - こどもの国入口 - 奈良北団地折返場

2021年4月1日に177系統 (A) に変更された。

### 40系統
- 40A：長津田駅前 - 玄海田 - 霧が丘公園前 - 若葉台近隣公園前 - 地区公園 - 若葉台中央
- 40B：長津田駅入口 - 玄海田 - 霧が丘公園前 - 若葉台近隣公園前 - 地区公園 - 若葉台中央

東急田園都市線･JR横浜線長津田駅と霧が丘･若葉台団地の間を近年開発された長津田みなみ台地区経由で運行する系統。霧が谷 - 若葉台中央間は後述の65系統地区公園経由便と同経路を運行する。長津田みなみ台地区では神奈中バスが津03系統（長津田駅 - 玄海田 - 公園前）として路線を先行開設していたが、2002年8月1日に津03系統を若葉台中央まで延伸する形で開設された当系統は神奈中バスとの共同運行、また公園前停留所を境界とする区間運賃制の特殊系統となっている。長津田駅前ロータリーが狭小なことから、平日朝夕の運行便は駅前ロータリーに乗入れず駅から150m程離れた長津田駅入口停留所発着とされている。長津田駅入口停留所は神奈中バス津01系統の御幸通り停留所と同位置にあり、到着したバスはその先の三叉路まで回送され折返しを行う。駅ロータリーへ乗入れる若葉台中央→長津田駅方面便は長津田駅入口には停車しない。日中は横浜市営バスと神奈中バスがそれぞれ1時間間隔、両社局合わせて30分間隔で運行している。
なお、40系統の路線番号は過去に港南営業所の路線として、2回（初代は弘明寺→上大岡駅→公園墓地桜道→公園墓地正門→弘明寺、2代目は上大岡駅→清水橋→野庭口→笠間十字路→大船駅、港南台駅→清水橋→野庭口→笠間十字路→大船駅（後者は後に短縮）採用されていた為、当系統は3代目となる。
2004年の交通局運営方針ではバス事業の規模適正化のためとして一部路線を民営事業者へ移譲する方針が打ち出され、神奈中バスとの共同運行である当系統も23系統奈良北団地発着便などと共に民営事業者との協議対象路線とされたが、結局その際は民営事業者へ移譲されず、長らく共同運行が続いたものの、2023年6月30日に市営バスが運行から撤退し、以降は神奈中バスの単独運行となった。
なお、当系統の撤退により対キロ区間制の路線が横浜市営バスから完全に消滅することになった。

### 65・321系統
- 321A：若葉台中央 → （急行） → 若葉台近隣公園前 → 霧が丘公園前 → 中丸入口→（急行）→ えのき橋 → 青葉台駅

2013年7月16日に経由地を変更し、321 (B) 系統に移管する形で廃止された。
- 65H：若葉台車庫前 → 霧が丘公園前 → 中丸入口 → 十日市場駅前 → 青葉台駅
- 321B：若葉台中央 → 地区公園 → （急行） → 若葉台近隣公園前 → 霧が丘公園前 → 中丸入口→（急行）→ えのき橋 → 青葉台駅

いずれも2021年4月1日に廃止された。

### 73・80系統
- 73：中山駅前 - 佐江戸 - 貝の坂 - 川和町 - 川和高校前 - みずきが丘 - センター南駅
- 80：中山駅北口 - 佐江戸 - 星ヶ谷 - 都筑ふれあいの丘 - センター南駅
- 80：センター南駅→都筑ふれあいの丘→星ヶ谷→佐江戸→都橋→中山駅北口

いずれも2014年11月1日に緑営業所へ移管された。

### 115系統
- 115：鶴ヶ峰駅 - 今宿 - 下宿 - 大貫橋 - 若葉台近隣公園前 - 若葉台中央
- 115：鶴ヶ峰駅→今宿ハイツ→グリーンヒル上白根→鶴ヶ峰駅

神奈川中央交通との共同運行路線であったが、2008年2月12日をもって市営バスは撤退した。

### 116系統
- 116：三ツ境駅 - 西部病院前 - 亀甲山 - 大貫橋 - 若葉台近隣公園前 - 若葉台中央
- 116：三ツ境駅 - 西部病院前 - 亀甲山 - 大貫橋 - 地区公園 - 若葉台中央

相鉄本線三ツ境駅と若葉台中央の間を野境道路経由で結ぶ路線。神奈川中央交通・相模鉄道との3社局共同運行であったが、2007年11月30日に市営バスは撤退した。この系統の廃止により、横浜市営バスは瀬谷区から撤退した。

### 118・360系統
- 118：青葉台駅 - 田奈高校前 - こどもの国入口 - 奈良北団地折返場
- 360：青葉台駅→田奈高校前→こどもの国入口→奈良北団地折返場（深夜バス）
- 118：青葉台駅→田奈高校前→こどもの国入口→緑山→ことり橋→こどもの国入口→青葉台駅（循環路線）

2006年に民間事業者への移譲路線として指定され、翌2007年3月15日をもって市営バスは撤退し、翌16日に東急バスへ移譲された（東急バスでは青118系統）。
移譲前は緑山循環便が東急バスとの共同運行であったのに対し、奈良北団地折返場発着便は横浜市営バスの単独運行であった。なお、奈良北団地折返場発着便においては、2022年4月1日の東急バスのダイヤ改正において、松風台経由に変更された（系統番号は青118系統のまま）。緑山循環便は2014年8月31日のダイヤ改正で青56系統に改番され、同時に松風台・中恩田橋経由に変更となったものの、2024年3月31日をもって廃止され、日体大発着の緑山61・62系統に再編された。

### 120系統
- 120：青葉台駅 - 松風台 - 中恩田橋 - こどもの国入口 - 奈良北団地折返場

1995年1月30日に廃止された。開業当初は奈良町発着であった。

### 123系統
- 123：長津田駅 - 上の原 - 十日市場 - 郵便局前 - 若葉台車庫前 - 若葉台中央

2006年3月18日に廃止された。十日市場駅を経由しない路線だった。詳しくは23系統の項を参照。

### 136系統
- 136：中山駅 - 寺山町 - 上白根入口 - よこはま動物園

よこはま動物園ズーラシアの開園により1999年に新設された路線である。また、一部期間において急行運転が存在した。2008年2月9日に保土ヶ谷営業所担当便とともに緑営業所に移管された。

### 141系統
- 141：横浜駅前 - パシフィコ横浜 - 桜木町駅前（本牧営業所と共管）

150系統の間合い運用として、141系統の一部便を当営業所が担当していた時期があった。若葉台営業所では横浜駅東口へ乗り入れる唯一の路線であった。市営バス撤退後、京浜急行バス杉田営業所に移管されていたが、現在は廃止されている。

### 150系統
- 150：若葉台中央 - 大貫橋 - 亀甲山 - （保土ヶ谷バイパス - 首都高速狩場線） - 貯木場前 - 県庁前 - 関内駅北口

保土ヶ谷バイパス・首都高速を経由していた。この系統番号は現在、横浜駅西口 - 横浜国大間の臨時系統として使用されている。

### 211系統
- 211：鶴ヶ峰駅 - 福寿荘前

2004年12月27日に保土ヶ谷営業所に移管され、同時に小型車による運行に変更された。

### 272系統
- 272B：十日市場駅前 → ヒルタウン中央 → 十日市場駅前 → 新治町 → 中山駅前
- 272B：中山駅前 → 新治町 → 十日市場駅前 → ヒルタウン中央 → 十日市場駅前

2019年3月16日のダイヤ改正で十日市場駅前発着と中山駅前発着に分割され、中山側は205系統となった。

## 車両
横浜市営バスでは2004年の入札制度導入まで、各営業所ごとに導入車両のメーカーが指定されており、若葉台営業所は三菱ふそうを指定していた。現在も三菱ふそう製車両が在籍しているが、入札制度の影響によりいすゞ自動車製や日野自動車製車両が占める割合が高くなっている。
在籍車両は全て大型車に統一されている。大型車の大半は一般路線用のノンステップバスであるが、2014年9月に導入された長尺の一般路線用ワンステップバスも在籍している。また、2019年6月より既存の車両にクルーズラッピングを施した貸切専用車が１台在籍している。
かつては三菱ふそう製と日野自動車製の中型車、272系統専用の日野自動車製小型車も在籍していたことがあったが、三菱ふそう製中型車は2012年に除籍、日野自動車製中型車・小型車も2013年に他営業所に転出している。
また、横浜わかば学園高等部に在籍する知的障害の生徒が授業の一環として、学校の長期休暇期間中を除き、車両清掃業務を週2回委託している。
- 大型車
  - いすゞ・エルガ
  - 日野・ブルーリボンII
  - 三菱ふそう・エアロスター